# Facundo Mura
Facundo Mura (General Roca, Río Negro, 24 de marzo de 1999) es un futbolista argentino. Juega de lateral derecho y su equipo actual es Racing Club de la Primera División de Argentina.

## Trayectoria
Su comienzo fue en el club Argentinos del Norte, de la ciudad de General Roca, donde se desempeñó en las categorías de infantiles. A los 9 años de edad tuvo una prueba en River Plate y logró superarla pero por su temprana edad no migró a la Capital Federal. A los once años pasó a jugar al otro club de la ciudad, Deportivo Roca donde realizó las inferiores hasta finales de 2012. En el año 2013, acompañado por su familia, dejó su ciudad natal para ir a jugar a las inferiores de Estudiantes de La Plata. Llegó al club conocido popularmente como el "Pincha" de la mano de un campeón del mundo en la institución, Omar "cacho" Malbernat, quien visitó un entrenamiento de Deportivo Roca y puso los ojos en él que en ese momento jugaba de delantero. Primero se instaló en las categorías Metro del club platense, hasta consolidarse en las categorías de AFA.
En 2018 fue convocado por Lionel Scaloni para jugar con el seleccionado Sub-20 de Argentina en el Torneo de L´Alcudia, donde se consagró campeón. Unos meses más tarde consiguió el pasaje al Mundial de Polonia 2019 gracias al segundo puesto del conjunto albiceleste en el Campeonato Sudamericano 2019.
Su debut profesional con Estudiantes se dio nada menos que en el Clásico Platense el 10 de marzo de 2019, donde el conjunto albirrojo venció por 1-0 a su eterno rival. En esa oportunidad, se desempeñó como lateral izquierdo, pese a que su posición natural sea en el sector derecho de la defensa. Más allá de eso, tuvo una gran actuación, y salió ovacionado cuando lo reemplazaron en el minuto 68.
Formó parte de la nómina que disputó el Preolímpico Sudamericano 2020 disputado en Colombia, donde tan solo jugó un partido. Más allá de la poca participación el grupo logró cumplir el objetivo, la clasificación a los Juegos Olímpicos Tokio 2020, luego de consagrarse campeón en el mismo.
El 13 de enero de 2022, Mura fue vendido a Racing Club y el jugador firmó un contrato hasta finales de 2025. 
El 6 de noviembre de 2022 se consagra campeón y consigue su primer título con Racing Club al ganar el Trofeo de Campeones 2022.

## Selección nacional

#### Participaciones en Copas del Mundo
| Torneo                   | Sede    | Resultado        | Partidos | Goles |
| ------------------------ | ------- | ---------------- | -------- | ----- |
| Copa Mundial Sub-20 2019 | Polonia | Octavos de final | 3        | 0     |

### Participaciones Sub-23
| Torneo                        | Sede     | Resultado | Partidos | Goles |
| ----------------------------- | -------- | --------- | -------- | ----- |
| Preolímpico Sudamericano 2020 | Colombia | Campeón   | 1        | 0     |

## Estadísticas
Datos actualizados al 15 de agosto de 2025.
| Club | Div.          | Temporada     | Liga  | Liga  | Liga   | Copas nacionales | Copas nacionales | Copas nacionales | Copas internacionales | Copas internacionales | Copas internacionales | Total | Total | Total  |
| Club | Div.          | Temporada     | Part. | Goles | Asist. | Part.            | Goles            | Asist.           | Part.                 | Goles                 | Asist.                | Part. | Goles | Asist. |
| --- | ------------- | ------------- | ----- | ----- | ------ | ---------------- | ---------------- | ---------------- | --------------------- | --------------------- | --------------------- | ----- | ----- | ------ |
| Estudiantes de La Plata Argentina | 1.ª           | 2019          | 3     | 0     | 0      | 4                | 0                | 0                | —                     | —                     | —                     | 7     | 0     | 0      |
| Estudiantes de La Plata Argentina | 1.ª           | 2019-20       | 12    | 1     | 1      | 2                | 0                | 0                | —                     | —                     | —                     | 14    | 1     | 1      |
| Estudiantes de La Plata Argentina | Total club    | Total club    | 15    | 1     | 1      | 6                | 0                | 0                | —                     | —                     | —                     | 21    | 1     | 1      |
| Colón Argentina | 1.ª           | 2021          | 22    | 0     | 3      | 9                | 0                | 1                | —                     | —                     | —                     | 31    | 0     | 4      |
| Colón Argentina | Total club    | Total club    | 22    | 0     | 3      | 9                | 0                | 1                | —                     | —                     | —                     | 31    | 0     | 4      |
| Racing Club Argentina | 1.ª           | 2022          | 25    | 0     | 1      | 17               | 1                | 2                | 6                     | 0                     | 0                     | 48    | 1     | 3      |
| Racing Club Argentina | 1.ª           | 2023          | 21    | 2     | 3      | 6                | 0                | 1                | 5                     | 0                     | 2                     | 32    | 2     | 6      |
| Racing Club Argentina | 1.ª           | 2024          | 13    | 3     | 0      | 12               | 2                | 3                | 9                     | 0                     | 2                     | 34    | 5     | 5      |
| Racing Club Argentina | 1.ª           | 2025          | 12    | 1     | 0      | 3                | 2                | 0                | 4                     | 0                     | 0                     | 19    | 3     | 0      |
| Racing Club Argentina | Total club    | Total club    | 71    | 6     | 4      | 38               | 5                | 6                | 24                    | 0                     | 4                     | 133   | 11    | 14     |
| Total carrera | Total carrera | Total carrera | 108   | 7     | 8      | 53               | 5                | 7                | 24                    | 0                     | 4                     | 185   | 12    | 19     |
| 1. ↑ Incluye datos de [Copas / Supercopas Argentinas (período)]. 2. ↑ Incluye datos de [Copas / Supercopas internacionales (período)]. 3. ↑ No incluye goles en partidos amistosos. |               |               |       |       |        |                  |                  |                  |                       |                       |                       |       |       |        |

## Palmarés

### Campeonatos nacionales
| Título                  | Club        | País      | Año  |
| ----------------------- | ----------- | --------- | ---- |
| Copa de la Liga         | Colón       | Argentina | 2021 |
| Trofeo de Campeones     | Racing Club | Argentina | 2022 |
| Supercopa Internacional | Racing Club | Argentina | 2022 |

### Campeonatos internacionales
| Título                   | Club             | Sede           | Año  |
| ------------------------ | ---------------- | -------------- | ---- |
| Preolímpico Sudamericano | Argentina Sub-23 | Colombia       | 2020 |
| Copa Sudamericana        | Racing Club      | Asunción       | 2024 |
| Recopa Sudamericana      | Racing Club      | Rio de Janeiro | 2025 |